# 全国城サミット
全国城サミット（ぜんこくしろサミット）は城郭や城下町を有する自治体が情報の共有・発信、城郭を活かした地域活性化などを目的とする行事や会議。

## 開催地
- 第1回：福島県会津若松市（平成25年6月27日〜29日）
- 第2回：滋賀県彦根市（平成26年11月28日〜29日）
- 第3回：岐阜県大垣市（平成27年10月3日〜10月4日）[1]
- 第4回：青森県弘前市（平成28年10月29日〜10月30日）[2]
- 第5回：愛媛県松山市（平成30年1月27日~1月28日）[3]
- 第6回：鹿児島県鹿児島市・志布志市（平成31年2月23日~2月24日）[4]

## 第1回福島大会
- 第1回：平成25年6月27日～29日[5]

27日 城サミット記念対談
唐橋ユミ・藤波辰爾・桐島ローランド・金谷俊一郎・鈴木啓
28日 知る・見る・楽しいバスツアー
分科会I-1：小峰城→棚倉城→二本松→会津若松城
分科会I-2：神指城→向羽黒山城→柏木城→猪苗代城→会津若松城
分科会II-1：
分科会II-2：
29日
演武

## 第2回彦根大会
- 第2回：平成26年11月28日～29日[6][7]
- 参加自治体：姫路市・大垣市・那覇市など22都府県22自治体[8]

28日　基調講演（滋賀大学）
分科会（世界遺産）：岡田保良
分科会（城郭整備）：中井均
分科会：（城や城下町を活かした街づくり）笹本正治
29日　城郭遺産エクスカーションバスツアー

## 第3回大垣大会
- 第3回[9]